# Grapevine (Kalifornia)
Grapevine – obszar niemunicypalny w Kern County, w Kalifornii (Stany Zjednoczone), na wysokości 457 m. Urząd pocztowy w Grapevine został otwarty w 1923 roku, a zamknięty w 1960.